# Єльська Ганна Валентинівна
Ганна Валентинівна Єльська (нар. 15 жовтня 1940) — український вчений у галузі молекулярної біології та біосенсорики, академік НАН України, директор Інституту молекулярної біології і генетики НАН України (2006—2019 рр.), завідувач відділу механізмів трансляції генетичної інформації Інституту молекулярної біології і генетики НАН України.

## Освіта
Закінчила з відзнакою Донецький медичний інститут (1963). Навчалася в аспірантурі відділу нуклеїнових кислот Інституту біохімії ім. О. В. Палладіна АН УРСР (1965—1968), де достроково захистила кандидатську дисертацію. Вчений ступінь: доктор біологічних наук, 1975. Вчене звання: професор, 1986, академік НАН України, 1992.

## Наукова діяльність

### Наукові інтереси
- Механізми біосинтезу білків та його регуляція у вищих еукаріот.
- Розробка новітніх аналітичних систем (біо- та хемосенсорів) на основі різноманітних електрохімічних перетворювачів і біологічного матеріалу або біоміміків синтетичного походження.

Наукові інтереси сконцентровані головним чином на фундаментальних проблемах експресії геному на рівні трансляції та молекулярних механізмах, що визначають ефективність та точність біосинтезу білків у вищих організмів.
Разом з професором Мацукою Г. Х. відкрито явище так званої «функціональної адаптації» тРНК до синтезу специфічних білків як один з важливих регуляторних факторів. В роботах групи професора Г. В. Єльської було вперше продемонстровано унікальну структурну та функціональну особливості апарату трансляції вищих еукаріот, що забезпечують компартменталізацію цього процесу в еукаріотичній клітині. Одним з проявів такої компартменталізації є канелювання тРНК в процесі елонгації поліпептидного ланцюгу, що є предметом сучасних досліджень.
Активність в галузі прикладних досліджень спрямована на розвиток теоретичних та технологічних засад створення нових аналітичних систем — біо- та хемосенсорів на основі електрохімічних перетворювачів та селективних біологічних елементів або біоміміків. Найвагоміші результати отримано при створенні ферментних сенсорів для потреб медицини, екологічного моніторингу, біотехнології та харчовоі промисловості. З цього напрямку за останні десятиріччя отримано чимало міжнародних грантів та налагоджено широке співробітництво з французькими, німецькими, англійськими та іспанськими лабораторіями зі світовим визнанням.

### Членство у наукових об'єднаннях
- З 1991 — член Президії Українського біохімічного товариства, з 2003 року — віце-президент.
- З 1992 — дійсний член НАН України.
- З 2003 — голова спеціалізованої Вченої ради із захисту кандидатських та докторських дисертацій в Інституті молекулярної біології і генетики НАН України.
- З 2005 — член Комісії з питань подальшого підвищення ефективності діяльності Національної академії наук України.
- 3 2007 — керівник науково-технічної програми НАНУ «Сенсорні системи для медико-екологічних та промислово-технологічних потреб».
- 3 2010 — голова групи науково-організаційного супроводу комплексної програми НАНУ «Фундаментальні основи молекулярних та клітинних біотехнологій».

### Членство в редакційний колегіях
- «Biopolymers and Cell» (головний редактор);
- «Ukrainica Bioorganica Acta»;
- «Вісник Українського товариства генетиків і селекціонерів».

### Членство в редакційних радах наукових журналів
- Український біохімічний журнал;
- Біотехнологія.

## Цитування наукових праць
Має одні з найвищих наукометричних показників серед усіх науковців України, зокрема станом на кінець 2020 року має індекс Гірша 40 у Scopus (206 документів, 4764 цитувань) і 47 у Google Scholar (7334 цитування).

## Відзнаки
- Премія НАН України імені О. В. Палладіна, 1978,
- Державна премія Української РСР у галузі науки та техніки (1986),
- диплом на відкриття у Державному Комітеті у справах відкриттів та винаходів СРСР (1989),
- Заслужений діяч науки і техніки України (1998),
- Грамота Президії Верховної Ради УРСР,
- Медаль «У пам'ять 1500-річчя Києва»,
- «Знак Пошани» Київського міського голови (2003),
- Почесна Грамота Верховної Ради України (2004),
- Нагрудний знак «Відмінник освіти України» (Міністерство освіти і науки України) (2004),
- Золота Медаль Української федерації вчених (2005),
- Лауреат десятої загальнонаціональної програми «Людина року» в номінації «Вчений року» (2006),
- Орден княгині Ольги III ступеня (2008),
- Відзнака «European Quality Award» та диплом Європейської Бізнес Асамблеї (2009),
- Відзнака НАН України «За наукові досягнення» (2010),
- Орден княгині Ольги II ступеня (2015)[5],
- Золота медаль імені В. І. Вернадського Національної академії наук України (2015),
- Лідер науки України 2016. Web of Science Award,
- Орден княгині Ольги I ступеня (2021)[6].

## Родина
Дружина фахівця у галузі металургії Сергія Ладохіна та мати біолога Олексія Ладохіна.